# دانیل جوریچ
دانیل جوریچ (انگلیسی: Danijel Djuric؛ زادهٔ ۵ ژانویهٔ ۲۰۰۳) بازیکن فوتبال اهل ایسلند است.
وی همچنین در تیم ملی فوتبال زیر ۲۱ سال ایسلند و تیم ملی فوتبال ایسلند بازی کرده است.